# Johannes Piscator

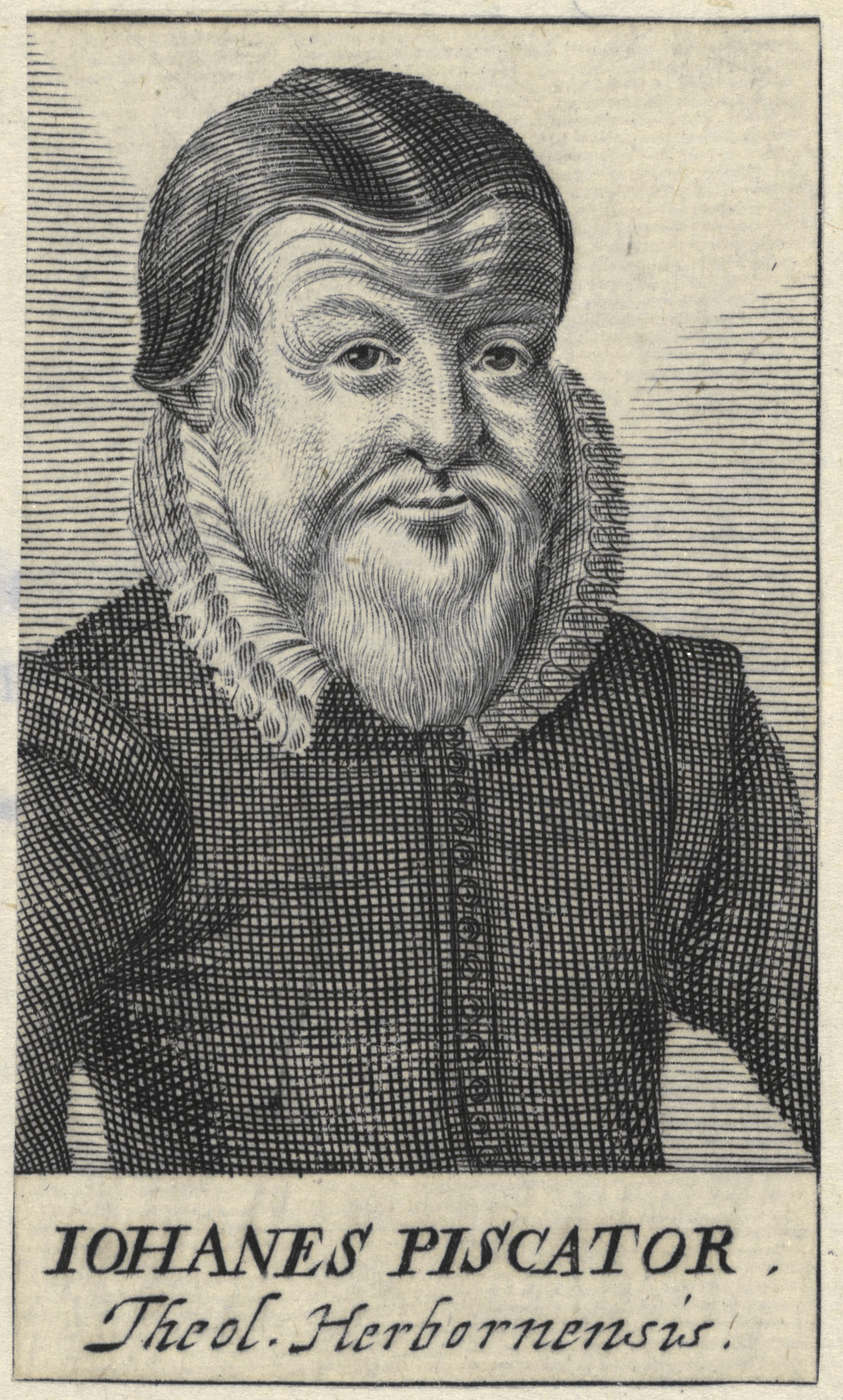
Johannes Piscator, Porträtstich von Johann Azelt

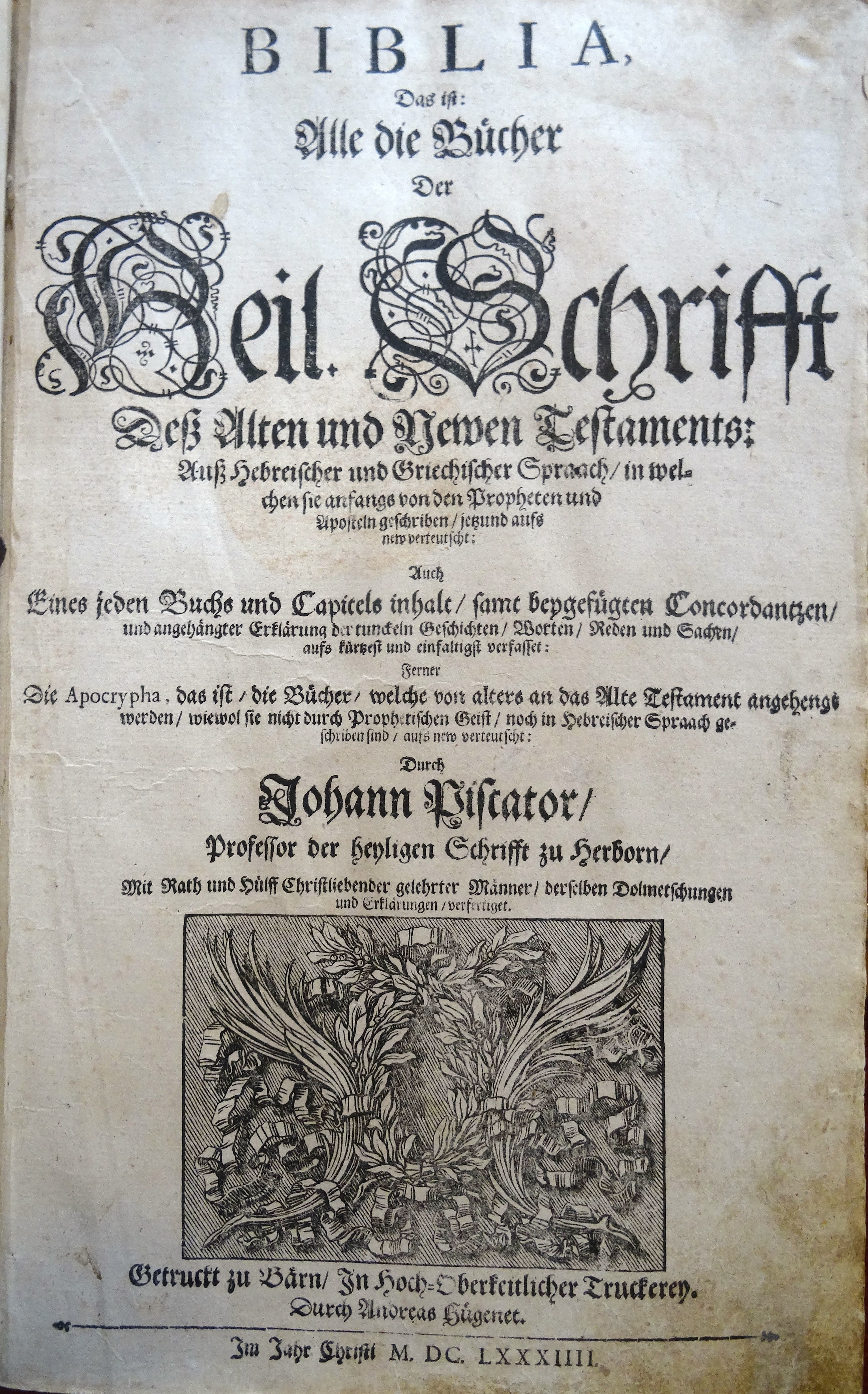
Titelbild der sogenannten Gasternbibel von 1696

Johannes Piscator – latinisiert aus ‚Fischer‘ (* 27. März 1546 in Straßburg; † 26. Juli 1625 in Herborn) war ein elsässischer reformierter Theologe und Bibelübersetzer.

## Leben
Piscators Vater starb 1550, die Lebensdaten seiner Mutter sind nicht bekannt. Er war mit Ottilie Sinzing (1552–1622) verheiratet, die ursprünglich aus Trier stammte.
Nach dem Besuch des Straßburger Gymnasiums studierte Piscator an der dortigen Universität und in Tübingen. Da er sich vom Luthertum zum Calvinismus wandte, musste er 1573 seine seit 1571 bekleidete Professorenstelle in Straßburg verlassen, 1576 auch die in Heidelberg. Ab 1578 war er Rektor der Grafenschule in Siegen, bald darauf Professor in Neustadt an der Weinstraße. Ab 1581 war er Rektor am Gymnasium in Moers.
Von 1584 bis zu seinem Tod war Piscator Professor der Theologie an der Hohen Schule Herborn, die ihm als ihrem ersten Rektor und wohl hervorragendsten Theologen ihre Blüte und Berühmtheit verdankte. Neben Lehrbüchern, Aphorismen (1589) und Bibelkommentaren schuf er vor allem eine reformierte Bibelübersetzung, die Piscator-Bibel (1602–04), die dritte vollständige Übertragung nach der Luthers und der Zürcher Bibel. In der Stadt und Republik Bern, am Niederrhein und in anderen reformierten Gebieten war diese Übersetzung lange Zeit im kirchlichen Gebrauch. In Bern war die Piscatorbibel von 1684 bis Ende des 18. Jahrhunderts "Staatsbibel", d. h. die vom Staat herausgegebene und verordnete Übersetzung.
Wegen Piscators Übersetzung von Markus 8,12 „ich sage euch: Wann diesem Geschlechte ein Zeichen wird gegeben werden, so strafe mich Gott“ nannten die Lutheraner seiner Zeit diese Bibel spottend „Straf-mich-Gott-Bibel“ und bekämpften sie heftig. Noch mehr Aufsehen erregte die Lehre Piscators, dass nur der leidende Gehorsam Christi, nicht auch der tätige, den Gläubigen zugerechnet werde. Manche reformierten Theologen tolerierten sie zwar, andere aber, besonders die französischen, griffen sie heftig an und verwarfen sie auf der Synode zu Gap als Irrlehre.
Piscator war ein sehr fruchtbarer Schriftsteller, der nicht nur verschiedene theologische Disziplinen bearbeitete, sondern auch mehrere Schriften philosophischen Inhalts schrieb. In der Philosophie war er ein entschiedener Anhänger des Franzosen Petrus Ramus. Bei Piscator disputierten 1608 Johann Mühlmann und 1614 Johann Bernhard Gottsleben.
Sein Nachfahre war der deutsche Regisseur und Theaterleiter Erwin Piscator.